# Linum viscosum
Linum viscosum   es una planta fanerógama de la familia de las lináceas.

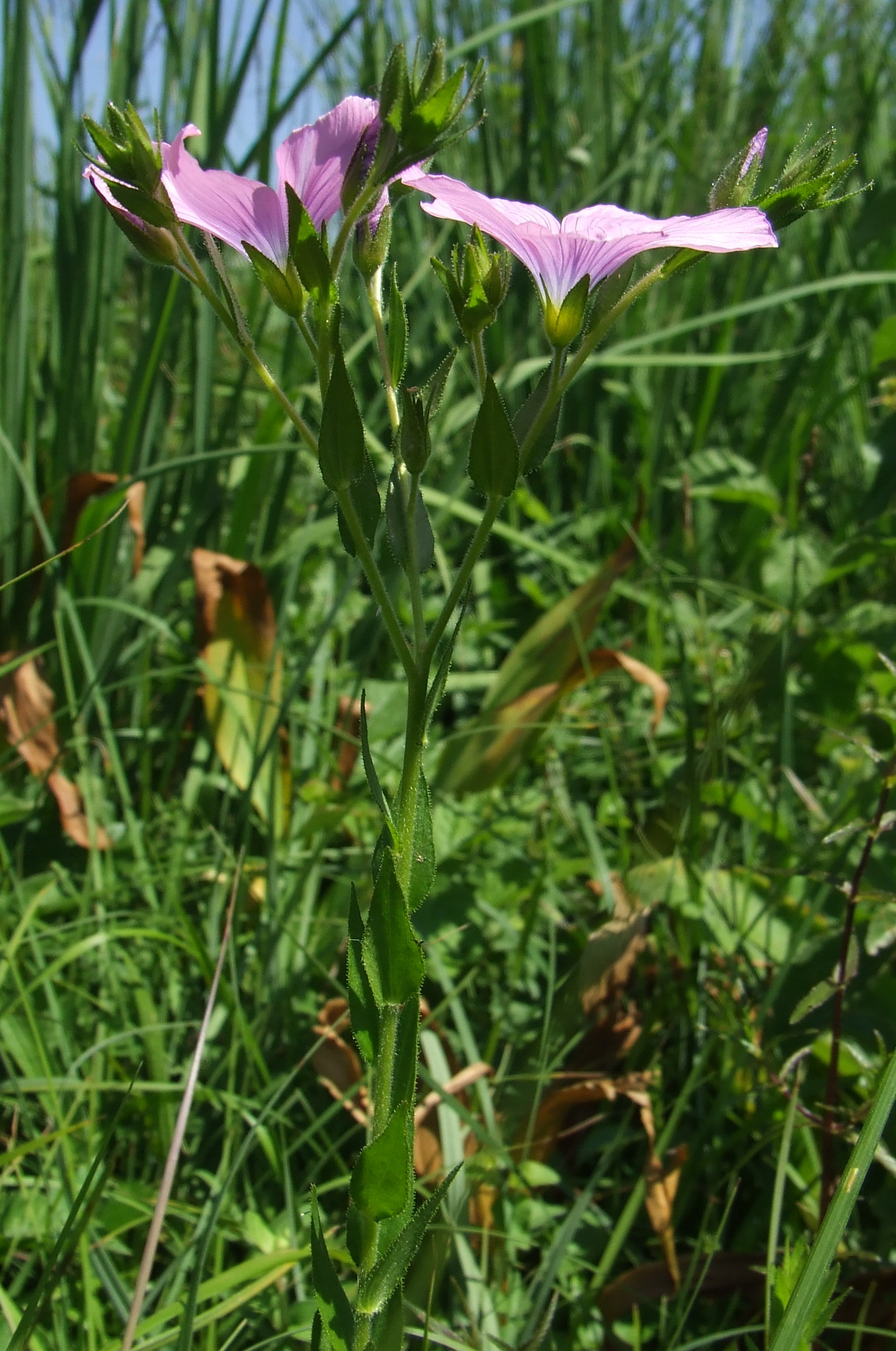
Vista de la planta

## Descripción
Planta perenne. Tallos pubescentes. Hojas lanceoladas, con 3-5 nervios, las inferiores con pelos de más de 1 mm y las superiores con margen ciliado y glanduloso. Sépalos ciliados, viscosos. Flores rosadas con venas violetas, que se ponen azules al secarse.

## Hábitat
Claros de quejigales y pinares, matorrales, taludes y pastos sobre suelos arcillosos o margosos, algo húmedos en primavera. Debe su nombre de especie a que el tallo, las hojas y el cáliz setán provistos de cilios gladulosos que la hacen pegajosa.

## Taxonomía
Linum viscosum fue descrita por Carlos Linneo y publicado en Sp. Pl. 398 1762.
Citología
Número de cromosomas de Linum viscosum (Fam. Linaceae) y táxones infraespecíficos: n=8
Etimología
Linum: nombre genérico que deriva de la palabra griega: "linum" = "lino" utilizado por Teofrasto.
viscosum: epíteto latíno que significa "pegajoso"

## Nombres comunes
- Castellano: lino, lino viscoso.(el número entre paréntesis indica las especies que tienen el mismo nombre en España)[7]